# Stanisław Hencel
Stanisław Mateusz Hencel pseud.: Pik (ur. 21 września 1918 w Żyrardowie, zm. 30 października 1942 w czasie lotu nad Norwegią, między Helleren a Refsland (w okręgu Rogaland)) – porucznik saperów Wojska Polskiego, Polskich Sił Zbrojnych i Armii Krajowej, cichociemny.

## Życiorys
Hencel w latach 1936–1939 uczył się w Szkole Podchorążych Saperów. W 1939 roku dostał przydział do 8 batalionu saperów, awansował na podporucznika z dniem 1 września 1939 roku.
W  czasie kampanii wrześniowej walczył w 24 batalionie saperów, który wszedł w skład 24 Dywizji Piechoty. 19 września 1939 roku przedostał się na Węgry, gdzie został internowany, wkrótce jednak (w listopadzie 1939 roku) dotarł do Francji (do czerwca 1940 roku w Centrum Wyszkolenia Saperów) i w czerwcu 1940 roku do Wielkiej Brytanii, gdzie służył w 4 kompanii saperów 4 Brygady Kadrowej Strzelców.
Zgłosił się do służby w kraju. Przeszkolony ze specjalnością w dywersji, 24 sierpnia 1942 roku został zaprzysiężony na Rotę AK w Oddziale VI Sztabu Naczelnego Wodza.
W ramach operacji „Pliers” w nocy z 29 na 30 października 1942 roku jako porucznik cichociemny „Pik” leciał do Polski w samolocie Halifax NF-S W-7773, który rozbił się ok. godz. 3 rano nad Norwegią między miejscowościami Helleren i Refsland. Trzej cichociemni wieźli też do Polski 156 tys. dolarów i 70 tys. marek niemieckich. Pozostałymi poległymi cichociemnymi byli: Jerzy Bichniewicz i Wiesław Szpakowicz.
Wraz z pozostałymi uczestnikami operacji „Pliers” i załogą samolotu spoczął na cmentarzu w Egersund. W 1953 roku szczątki poległych przeniesiono na cmentarz w Volwat w Oslo.

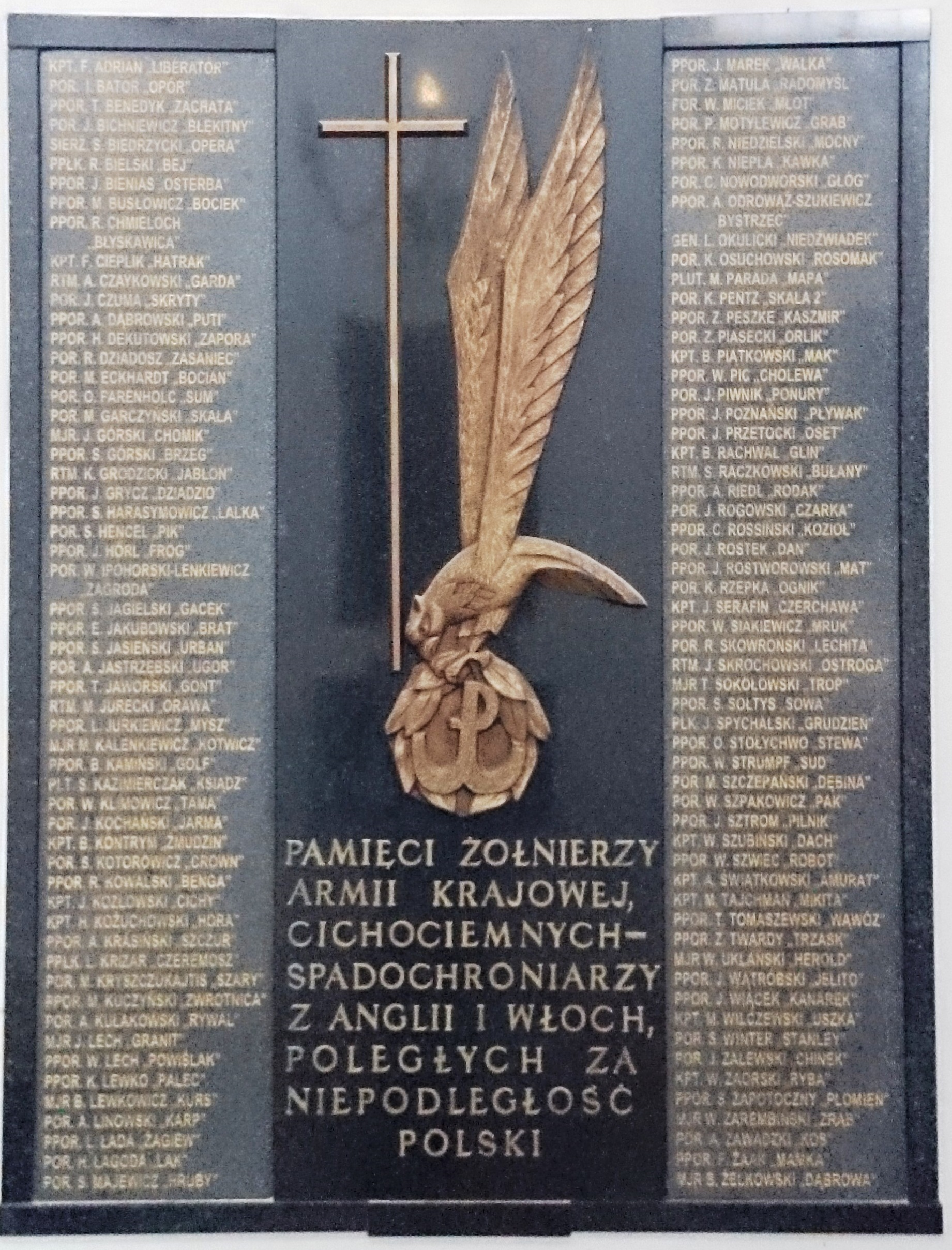
Tablica w kościele św. Jacka w Warszawie, upamiętniająca poległych cichociemnych, w tym Stanisława Hencla

## Odznaczenia
- Krzyż Walecznych – czterokrotnie
- Srebrny Krzyż Zasługi z Mieczami.

## Upamiętnienie
W lewej nawie kościoła św. Jacka przy ul. Freta w Warszawie odsłonięto w 1980 roku tablicę Pamięci żołnierzy Armii Krajowej, cichociemnych – spadochroniarzy z Anglii i Włoch, poległych za niepodległość Polski. Wśród wymienionych 110 poległych cichociemnych jest Stanisław Hencel.